# Gregory F. Lawler
Gregory Francis Lawler (* 14. Juli 1955 in Alexandria, Virginia) ist ein US-amerikanischer Mathematiker, der sich mit Wahrscheinlichkeitstheorie beschäftigt.
Lawler studierte an der University of Virginia (Bachelor-Abschluss 1976) und an der Princeton University, wo er 1979 bei Edward Nelson promovierte (A self avoiding random walk). Danach war er ab 1979 an der Duke University, zuletzt als Professor, und ab 2001 an der Cornell University. Ab 2006 ist er Professor an der University of Chicago. Er war unter anderem Gastwissenschaftler und Gastprofessor am Courant Institute of Mathematical Sciences of New York University, an der University of British Columbia, der Universität Cambridge und an mehreren französischen Universitäten.
Lawler befasst sich mit der Feinstruktur von Zufallsbewegungen (Random Walk, Brownsche Bewegung), insbesondere im zweidimensionalen Fall und bei Prozessen mit starken Wechselwirkungen, wie sie in der statistischen Physik auftreten. Er ist bekannt für seine Arbeiten zur Schramm-Löwner-Evolution (nach Oded Schramm). Für diese Arbeiten erhielt er 2006 mit Wendelin Werner und Oded Schramm den George-Pólya-Preis. Er ist Fellow des Institute of Mathematical Statistics (1991), der American Academy of Arts and Sciences (2005) und der National Academy of Sciences (2013). 1986 war er Sloan Research Fellow. 2002 war er Gastredner auf dem Internationalen Mathematikerkongress in Peking (Conformal Invariance, Universality and the Dimension of the Brownian Frontier). Er ist Fellow der American Mathematical Society. 2018 war er Plenarsprecher auf dem ICM in Rio (Conformally invariant loop measures). Für 2019 erhielt er den Wolf-Preis für Mathematik.
Er war Gründungsherausgeber des Electronic Journal of Probability, war Herausgeber der Annals of Probability und ist Herausgeber des Journal of the American Mathematical Society.

## Schriften
- Introduction to stochastic processes, 1995, 2. Auflage, Chapman and Hall 2006
- Conformally invariant processes in the plane, AMS 2005
- Intersections of random walks, Birkhäuser 1991, 1996
- mit Lester N. Coyle: Lectures on contemporary probability, AMS 1999
- Random Walk and the Heat Equation, AMS 2010